# Oberea chapaensis
Oberea chapaensis là một loài bọ cánh cứng trong họ Cerambycidae.